# كلينت آموس
كلينت آموس (بالإنجليزية: Clint Amos)‏ هو لاعب دوري الرغبي أسترالي، ولد في 2 سبتمبر 1983 في Ballina, New South Wales ‏ في أستراليا.